# Ренце
Ренце (алб. Rrenc) је насељено место у општини Призрен, на Косову и Метохији. Према попису становништва из 2011. у насељу је живео 581 становник.

## Становништво
Према попису из 2011. године, Ренце има следећи етнички састав становништва:
| Националност | 2011.        |
| Албанци      | 581 (100,0%) |
| Укупно       | 581          |

| Демографија | Демографија | Демографија |
| Година      | Становника  | Становника  |
| ----------- | ----------- | ----------- |
| 1948.       | 188         |             |
| 1953.       | 177         |             |
| 1961.       | 202         |             |
| 1971.       | 292         |             |
| 1981.       | 473         |             |
| 1991.       | 685         |             |
| 2011.       | 581         |             |